# Le Grès
Le Grès (em occitano:  Le Gres) é uma comuna francesa na região administrativa da Occitânia, no departamento do Alto Garona. Estende-se por uma área de 8.13 km², com 434 habitantes, segundo o censo de 2018, com uma densidade de 53 hab/km².